# Nicolò Gabrielli
O conde Nicolò Gabrielli de Gubbio, barão de Quercita (Nápoles, 21 de fevereiro de 1814 - Paris, 14 de junho de 1891) foi um compositor italiano do Romantismo. Ele descendeu da família Gabrielli de Gubbio, relacionada com a casa de Bonaparte através de casamento.

## Biografia
Nicolò Gabrielli nasceu em Nápoles, quando esta cidade era a capital do reino das Duas Sicílias e Joachim Murat era o seu rei. Estudou música e composição no Conservatório da sua cidade natal, onde foi um aluno de Gaetano Donizetti, e em 1840 tornou-se diretor do Teatro San Carlo.
Ele é autor de numerosos balés, comédias e ópera-bufa em língua napolitana, italiano e francês. Em 1854 ele foi convidado pelo imperador Napoleão III a se estabelecer em Paris, onde começou com o ballet Gemma (libreto de Théophile Gautier), representado no teatro da Ópera em 31 de maio de 1854.
Apesar das críticas, Gabrielli desfrutou de grande popularidade durante o Segundo Império e seus trabalhos foram apresentados em vários teatros europeus e também no Brasil.
Intimamente relacionado com o ambiente bonapartista, ele deixou a cena artística depois da batalha de Sedan e da proclamação da Terceira República Francesa. Sua produção também diminuiu nos últimos anos de sua vida. Porém, em 1883, ele compôs a marcha militar <<Simón Bolívar>>, e dedicou-o ao então presidente da Venezuela, Don Antonio Guzmán Blanco.
Sobre a proposta dos ministros da Casa do Imperador e de Belas Artes, por ordem de 12 de Agosto de 1864, ele foi nomeado Cavaleiro da Legião de Honra. Morreu em seu apartamento em Paris em 1891 e foi enterrado pela primeira vez no Cemitério de Montparnasse e depois no Cemitério do Père-Lachaise.

## Obra

### Comédias e ópera-bufa
- I dotti per fanatismo (1835)
- La lettera perduta (1836)
- Il Cid (1836)
- La parola di matrimonio (1837)
- L'americano in fiera ossia Farvest Calelas (1837)
- Vinclinda (1837)
- L'affamato senza danaro (1839)
- Edwige o Il sogno (1839)
- Il padre della debuttante (1839)
- La marchesa e il ballerino (1839)
- Nadan o L'orgoglio punito (1839)
- L'assedio di Sciraz ossia L'amor materno (1840)
- Cante dei Gabrielli (1840)
- Basilio III Demetriovitz (1841)
- Il bugiardo veritiero (1841)
- Il condannato di Saragozza (1842)
- La zingara (1842)
- Carlo di Rovenstein (1843)
- L'assedio di Leyda (1843)
- Sara ovvero La pazza di Scozia (1843)
- Una domenica a Torre del Greco (première partie du Trittico napoletano, 1844)
- Il gemello (1845)
- Una passeggiata verso Capri (seconde partie du Trittico napoletano, 1845)
- Giulia di Tolosa (1846)
- L'ascensione al cratere del Vesuvio (troisième partie du Trittico napoletano, 1847)
- Il vampiro (1848)
- Bradamante e Ruggero (1849)
- Fiorina (1849)
- La regina delle rose (1850)
- Melissa, ossia I viaggiatori all'isola incantata (1859)
- Le petit cousin (1860)
- Les memoirs de Fanchette (1865)

### Balés
- Il ritorno d'Ulisse (1836)
- Ester d'Engaddi (1837)
- Il rajah di Benares (1839)
- Amore alla prova (1839)
- Le nozze di un mostro (1839)
- Il duca di Ravenna (1841)
- Giaffar (1841)
- Olga di Cracovia (1841)
- L'istituto delle fanciulle (1841)
- Il gobbo del Giappone (1841)
- La conquista del Messico (1842)
- La zingara (1842)
- I viaggi di Gulliver (1843)
- Erissena (1845)
- L'orfanella africana (1845)
- Merope (1846)
- Alcidoro (1847)
- Ifigenia in Aulide (1847)
- Il trionfo d'amore (1848)
- Olema (1848)
- Paquita (1848)
- Gisella (1849)
- I Candiano (1849)
- Schariar ovvero Le mille e una notte (1849)
- Mocanna (1850)
- La stella del marinajo (1851)
- Gemma (1856)
- I paggi del conte di Provenza (1856)
- Les elfes (1856)
- La ninfa Cloe (1857)
- Don Grégoire ou Le précepteur dans l'embarras (1859)
- L'étoile de Messine (1861)
- La fin du monde (1865)
- Le spose veneziane (?)
- Stefano re di Napoli (?)
- Les almées (?)
- Yotte (?)

### Marchas Militares
- Simón Bolívar (1883)